# Pseudolaelia brejetubensis
Pseudolaelia brejetubensis là một loài thực vật có hoa trong họ Lan. Loài này được M.Frey mô tả khoa học đầu tiên năm 2003.